# Olof Haurelius
Olof Haurelius, född 12 augusti 1704 i Skedevi församling, Östergötlands län, död 26 november 1774 i Stockholm, var en svensk präst.

## Biografi
Haurelius föddes 1704 i Skedevi församling. Han var son till bonden Mårten Olofsson och Ingrid Göransdotter på Kindstorp. Haurelius blev 1728 student vid Uppsala universitet och prästvigdes 27 maj 1730. Han blev 1735 huspredikant på Sonstorps herrgård i Hällestads församling. År 1737 blev han predikant och syssloman vid Söderköpings hospital. Haurelius blev 1755 kyrkoherde i Kimstads församling. Under en resa till Stockholm drabbades han av rötfeber och efter 9 dagars sjukdom avled Haurelius 1774 i Stockholm. Han begravdes 16 december samma år i stora gången i Kimstads kyrka av lektor Johan Törner, Linköping med likpredikan.

### Familj
Haurelius gifte sig 1737 med Christina Amnelius (1705–1788). Hon var dotter till kyrkoherden Gudmundus Amnelius och Anna Maria Phoenix i Hällestads församling. De fick tillsammans barnen Mårten Haurelius (1738–1738), Anna Haurelius (1740–1760), Christina Haurelius (1742–1742), Christiana Haurelius (1743–1798) som var gift med kronofogden Pehr Rydorph, Ingrid Christina Haurelius (1746–1747) och lantbrukaren Johan Haurelius (1751–1789) i Vårdsbergs församling.